# 격투 스포츠

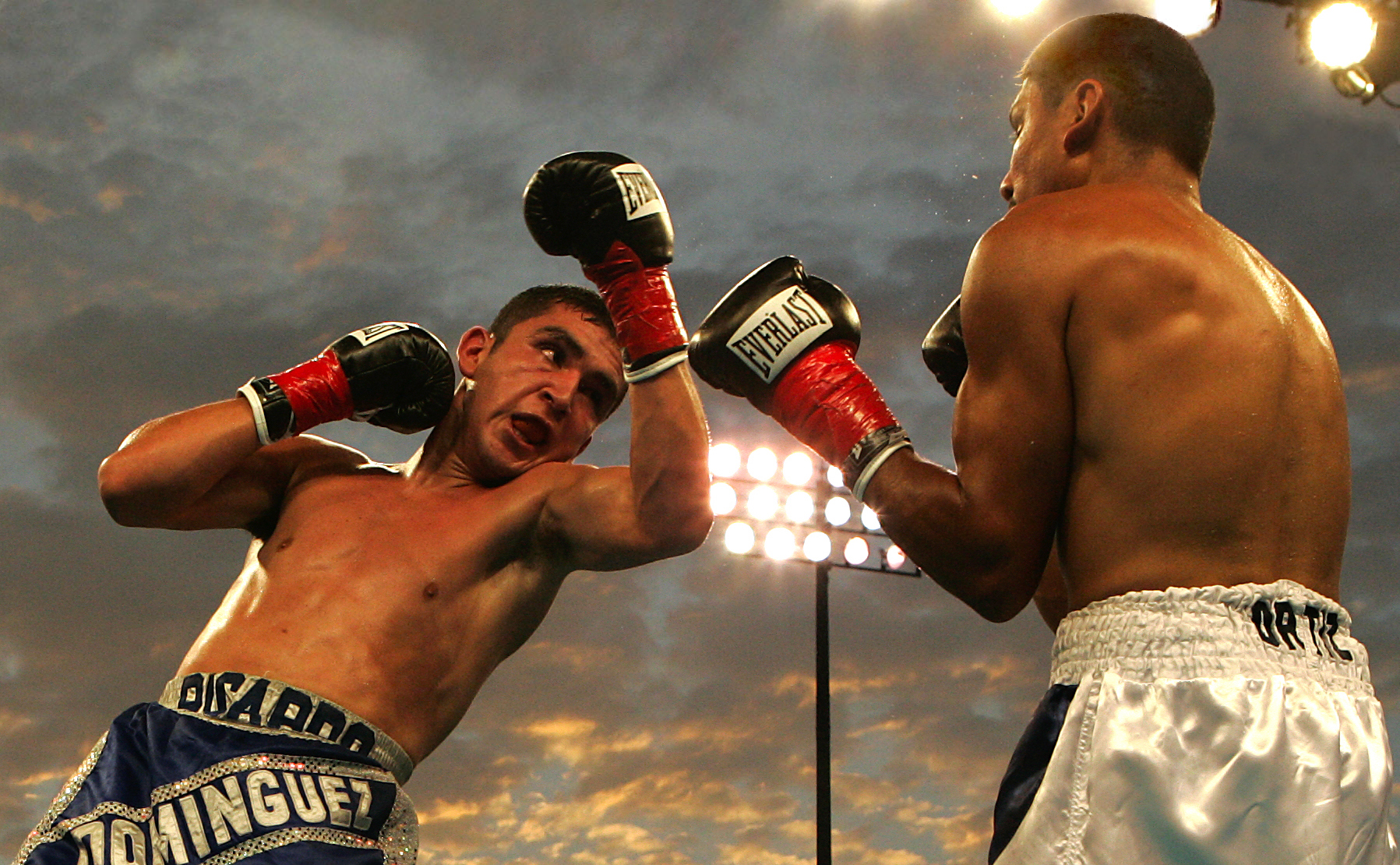

격투 스포츠(영어: Combat Sport, 또는 Martial Sport) 또는 격투기는 일반적으로 두 명의 격투가가 약속된 규칙을 이용해 경쟁하는 스포츠로써, 보통 실제 격투를 모사하는 경우가 많다.
권투, 태권도, 펜싱, 레슬링, 종합격투기, 무에타이, 킥복싱, 유도 등이 격투 스포츠의 예가 될 수 있다.
이런 종류의 스포츠에 사용되는 기술은 크게 세 가지로 나눌 수 있는데, 각각 타격, 그래플링, 무기 사용이다.
어떤 종목의 규칙은 그중 하나의 영역에만 특화되어 있기도 하고, 겹치기도 한다.

## 격투 스포츠
아래는 격투 스포츠, 혹은 크고 작게 스포츠의 규칙이 적용된 무술들이다.
| - 아류 - 거합도 - 검도 - 화랑류발도술 - 고무술 - 권투(복싱) - 무에타이 - 브흐 - 브라질 유술 - 카포에이라 - 만인술 - 인술 |  | - 삼보 - 스모 - 씨름 - 레슬링 - 우슈 - 유도 - 유술 - 종합격투기 - 코만도 삼보 - 자유형 레슬링 - 코만도 레슬링 - 프로레슬링 - 발리 투두 |  | - 체술 - 펜싱 - 킥복싱 - 당수도 - 태권도 - 태극권 - 택견 - 수박 - 국기합기도 - 합기도 - 합기유술 - 합기술 - 호신술 - 화도류 - 암살 격투술 - 가라테 - 자유형 가라테 - 마샬 아츠 - 쿵푸 - 절권도 - 중국권법 - 권법 - 무에타이 - 격투술 - 고무술 - 살인 격투술 - 자유형 태권도 - 살인술 - 암살술 |  | - 시라트 - 가라바라 - 달긴제리 - 워카운트 - 솔저캐논댄스 - 코로슈 - 트린타 - 쿠라시 |  | - 호팩콤배트 - 카자크샤 쿠레스 - 누바 - 코작 - 사바테 - 슈빙겐 - 격투 스타일 |

## 같이 보기
- 종합격투기